# Romualdo Arppi Filho
Romualdo Arppi Filho (Santos, 7 de enero de 1939-Santos, 4 de marzo de 2023) fue un árbitro de fútbol brasileño, conocido mundialmente por supervisar cuatro partidos en el Mundial México 1986, incluyendo la final del mismo entre Alemania Federal y Argentina que ganó el seleccionado sudamericano por 3-2. También fue árbitro en los Juegos Olímpicos de 1968 en México, 1980 en la Unión Soviética y 1984 en Los Ángeles, California, Estados Unidos.

## Carrera arbitral
También al año siguiente arbitró la Final de la Copa América 1987 entre Uruguay y Chile. Fue una final con expectativa, por la renovación y espectacular selección chilena que venía de vencer 3 a 1 a Venezuela, golear históricamente a Brasil por 4 a 0 y eliminar a Colombia 2 a 1 en semifinales; también por su parte Uruguay, por su reconocida "garra charrúa", un equipo duro y experimentado, que eliminó a la anfitriona y reciente campeona mundial Argentina en semifinales. La final fue victoria celeste por 1 a 0, tanto de Pablo Bengoechea a los 56 minutos y fueron expulsados dos uruguayos y dos chilenos por lo ríspido del juego. 

### Finales del Mundo
Arppi Filho fue el segundo brasileño en dirigir la final de una Copa del Mundo consecutivamente (el anterior fue Arnaldo Cézar Coelho)

### Intercontinental
También tuvo una destacada actuación al arbitrar la final de la Copa Intercontinental en el estadio nacional de Tokio entre el Club Atlético Independiente y el FC Liverpool el 9 de diciembre de 1984.

### Supercopa Interamericana
También podemos destacar su labor dirigiendo la final de la Supercopa Interamericana en el Estadio Los Angeles Memorial Coliseum de Los Ángeles entre Racing Club y el Sportivo Herediano, el 17 de septiembre de 1988. 

## Muerte
Arppi Filho falleció en la Ciudad de Santos, Brasil el 4 de marzo de 2023 a los 84 años. No se informaron las causas de su fallecimiento.